# Gustavo Santos Costa
Gustavo Santos Costa (25 de junio de 1996) es un futbolista brasileño que juega como delantero en el Vegalta Sendai de la J2 League de Japón.

## Trayectoria

### Clubes
| Club                     | País     | Año       |
| ------------------------ | -------- | --------- |
| E. C. Bahia              | Brasil   | 2014-2017 |
| Nagoya Grampus (cedido)  | Japón    | 2014-2016 |
| Roasso Kumamoto (cedido) | Japón    | 2017      |
| Ho Chi Minh City F. C.   | Vietnam  | 2018      |
| E. C. Bahia              | Brasil   | 2018      |
| S. D. Juazeirense        | Brasil   | 2019      |
| CRB (cedido)             | Brasil   | 2019      |
| Apollon Larissa F. C.    | Grecia   | 2019-2020 |
| F. C. Arouca (cedido)    | Portugal | 2020      |
| E. C. Jacuipense         | Brasil   | 2020-2021 |
| Sete E. C.               | Brasil   | 2021      |
| Serrano F. C.            | Brasil   | 2021      |
| Saigon F. C.             | Vietnam  | 2022      |
| FLC Thanh Hóa            | Vietnam  | 2022      |
| F. C. Dornbirn 1913      | Austria  | 2023      |
| SCR Altach               | Austria  | 2023-2024 |
| Vegalta Sendai           | Japón    | 2025-     |